# La Motte (Vesoul)
Pour les articles homonymes, voir Motte.
La Motte est une butte-témoin de forme conique située au centre de la ville de Vesoul, dans la région française de Bourgogne-Franche-Comté. Avec 371 mètres d'altitude, ce relief calcaire surplombe d'environ 150 mètres la vallée du Durgeon. On y trouve au sommet, par temps clair, une vue sur la plaine de Vesoul, les Vosges, le Jura et même les Alpes. L'ascension jusqu'au sommet s'étend sur un kilomètre depuis le centre historique de Vesoul.
La chapelle Notre-Dame-de-la-Motte culmine au sommet de la Motte depuis 1857.

## Géographie

### Situation
La Motte est située dans le département de la Haute-Saône en région Bourgogne-Franche-Comté. Elle domine la ville de Vesoul dont le centre historique se trouve au pied du flanc sud de la Motte. Les autres quartiers de Vesoul se sont construits autour de la Motte, formant une urbanisation continue.
La Motte est située dans un plateau calcaire creusé par les rivières du Durgeon et de la Colombine.

### Topographie
La colline culmine à 371 mètres d'altitude, soit 150 mètres de plus que les alentours.
La colline est principalement couverte de vergers et prés-bois.

### Géologie
Le massif est majoritairement constitué de calcaire et recèle une couche de schistes bitumineux faisant partie du gisement toarcien de Haute-Saône.

### Accès
Le sommet de la Motte est accessible par le biais d'un chemin de croix de 400 mètres de long, qui constitue le principal accès pour atteindre le sommet. Situé sur le flanc sud de la Motte, ce chemin de croix est disposé en lacet. L'entrée du chemin est matérialisée par un parking, accessible par la rue de la Motte.
Le centre historique de Vesoul est relié à la Motte par la rue Vendémiaire.
D'autres sentiers existent sur les autres versants mais sont moins bien praticables et peu entretenus.

## Histoire

### Du Moyen Âge auXVIIIesiècle

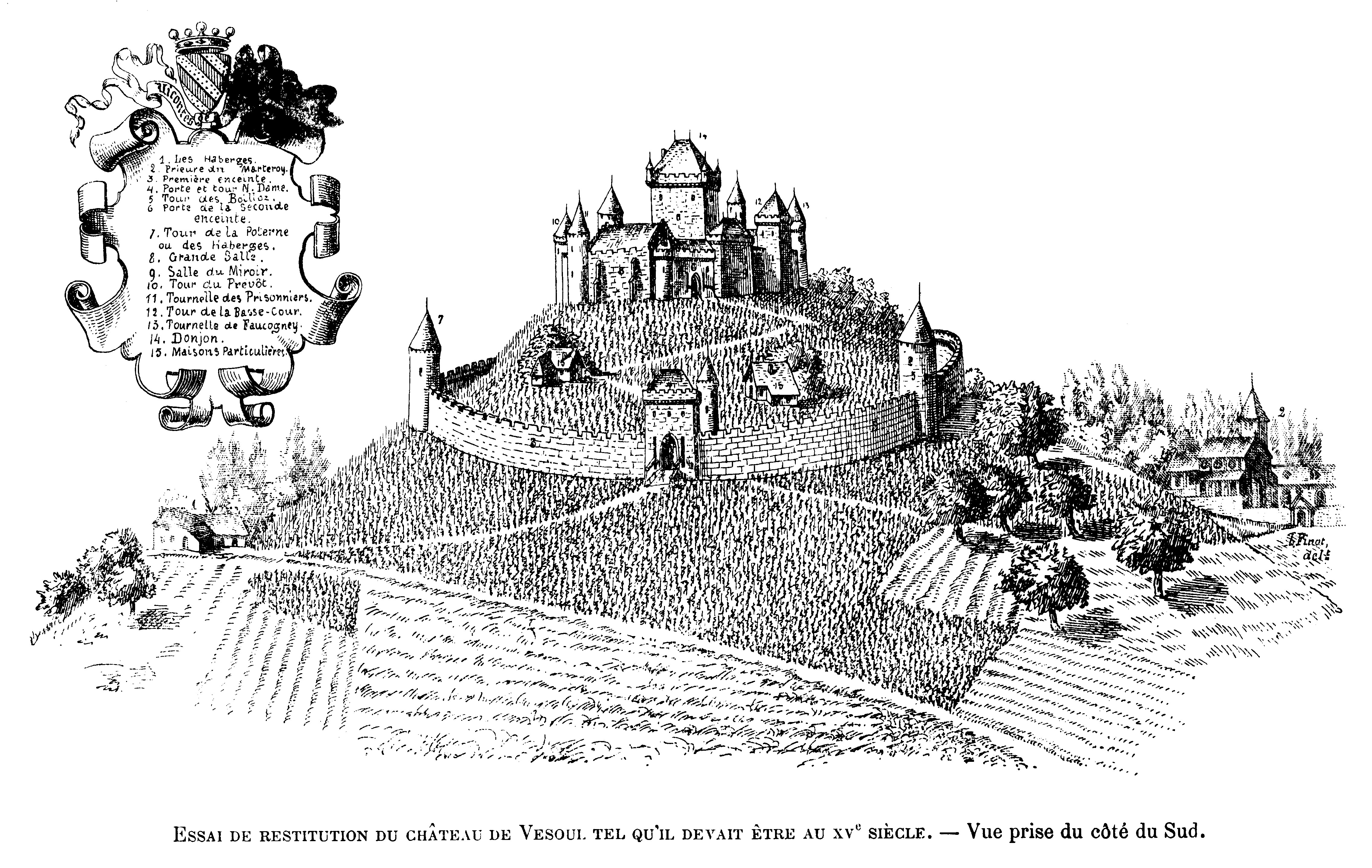
Reproduction du Castrum Vesulium construire sur la Motte au Moyen Âge. Dessin réalisé par l'historien Jules Finot.

Au haut Moyen Âge, la Motte est située dans une vaste circonscription créée au Ve siècle et traversée par la Saône, appelée le comté de Port. Ce comté fait lui-même partie du royaume de Bourgogne (534-843). La capitale de ce comté est Port-sur-Saône, située à environ 10 kilomètres au nord-ouest de la Motte. À cette époque, une structure fortifiée (un castrum) est construite au sommet de la Motte. Ce site de défense est alors nommé « Castrum Vesulium » (que l'on traduira par « château de Vesoul » en latin médiéval) dont la plus ancienne mention de ce castrum date de 899. Ce château fut bâti afin de transférer la capitale du comté de Port-sur-Saône qui avait été pillée sur ce nouveau site qui présente des avantages stratégiques et défensifs.
À la suite des redécoupages territoriaux de l'Empire carolingien, la Motte est successivement rattachée à différents royaumes : la Francie médiane (843-855), la Lotharingie (855-870), la Francie orientale (870-888), puis le royaume de Haute-Bourgogne (888-937).
En 982, le territoire de la Motte passe sous le contrôle du comté de Bourgogne, vaste et puissant comté venu remplacer le comté de Port. Le Castrum Vesulium se développe et des maisons et fermes se construisent et viennent s'agréger au site défensif. Le site devient alors le siège d'une nouvelle seigneurie : la vicomté de Vesoul.
Lors du siège de Vesoul en 1595 durant les guerres de religion, le Castrum Vesulium est rasé par Tremblecourt. Plus tard une grande croix est dressée, recouverte de métal, pour protéger les vignes de la foudre.

### DuXIXeauXXIesiècle

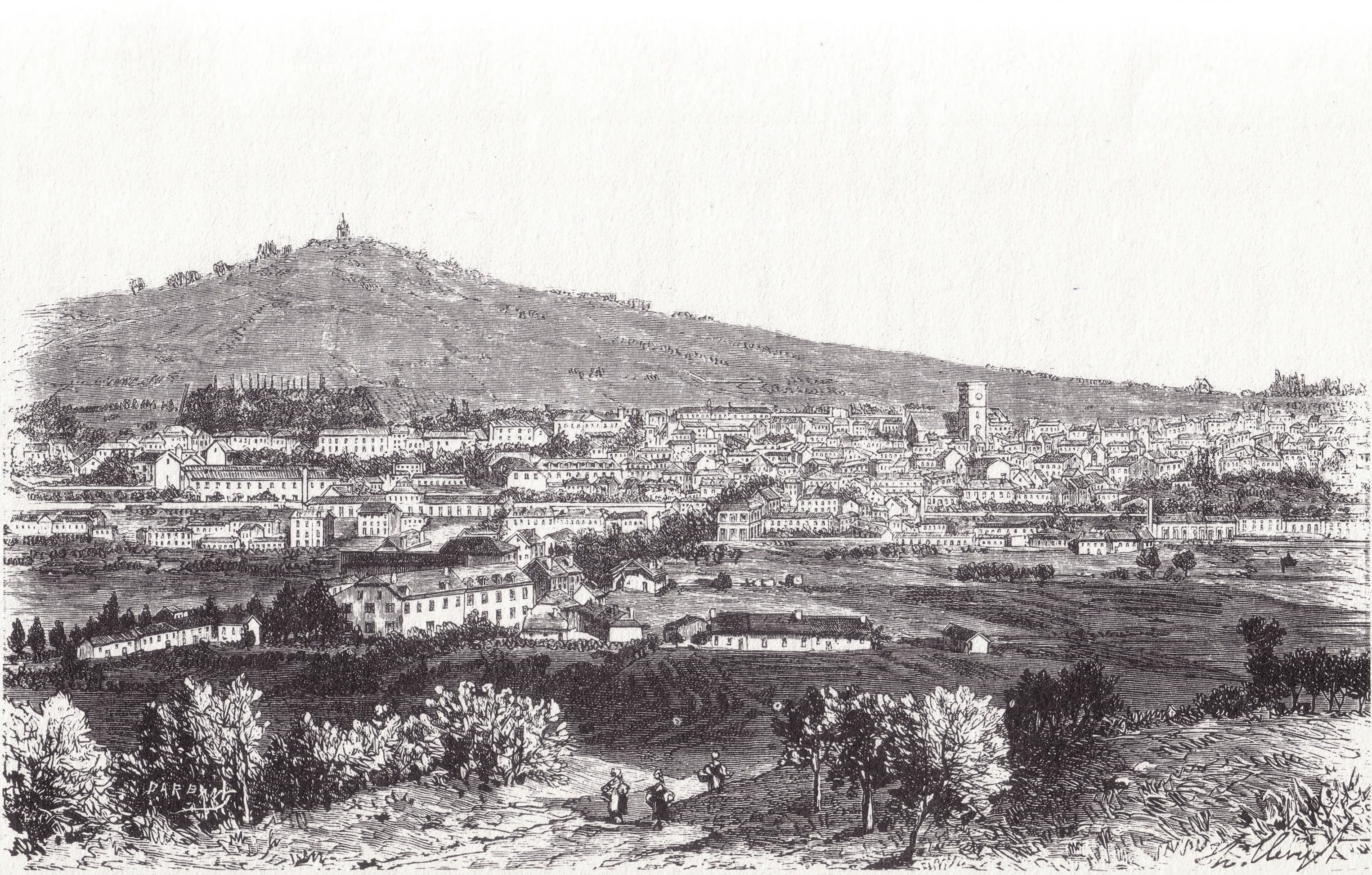
Gravure de la Motte et de Vesoul XIXe siècle.

En 1854, la population décide d'y construire une chapelle dédiée à la Vierge Marie, en remerciement de lui avoir épargné l'épidémie de choléra. À partir du 19 avril 1855, un chemin de croix en lacet est aménagé. Il devient alors le principal sentier d'accès au sommet de la Motte. La chapelle de la Motte est inaugurée le 9 août 1857 par le cardinal Mathieu, archevêque de Besançon, en présence du cardinal Gousset.
En 1899, un observatoire astronomique, composée d'une grande salle et d'une tourelle, est construit sur le sommet de la Motte. Il reste en activité jusqu'en 1909.
Le 28 juin 1916, le curé de Vesoul Louis Saunier, demande l’autorisation au préfet de la Haute-Saône d’ériger une statue de Saint-Michel avant la fin de la guerre, à côté de la grotte de la Motte, dans l’espoir d’une nouvelle protection divine pour ses fidèles vésuliens dans ces temps de guerre. Les accords du conseil municipal de Vesoul (25 août 1916) et du préfet (6 septembre 1916) permettent la réalisation de l’œuvre ; le piédestal est en pierre, avec deux inscriptions : « Saint Michel archange [chef des milices célestes], protégez-nous » et « 29 septembre 1916. »
En 1966, la chapelle Notre-Dame-de-la-Motte subit un incendie détruisant sa toiture. Elle est restaurée à l'identique l'année suivante.
En 1979, une table d'orientation est installée au sommet de la Motte. Cette œuvre est réalisée par Francis Panaget, peintre-sculpteur et ancien professeur au lycée Gérôme.
La Motte est considérée comme un lieu de pèlerinage et un sanctuaire. Le site offre une vue sur Vesoul, le Jura et dans de bonnes conditions les Alpes.

## Patrimoine

### Monuments

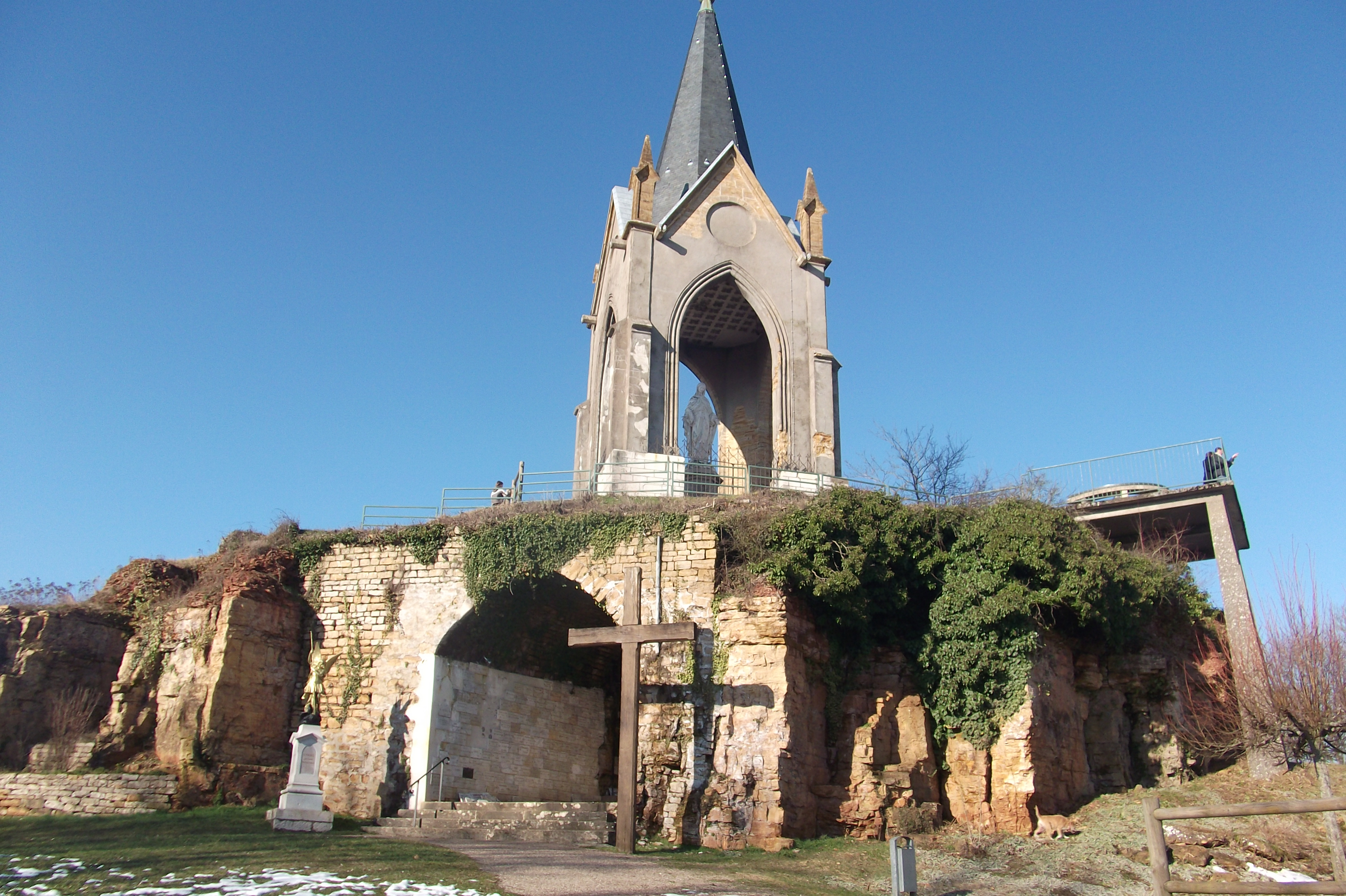
La chapelle de la Motte.

#### Monuments religieux
Au sommet de la colline de la Motte, se dresse la chapelle Notre-Dame-de-la-Motte. Inauguré en 1857, ce monument abrite une statue de la Vierge en bronze peint de couleur blanche, haute de 3,50 mètres. Le sommet de la Motte était déjà voué à Marie au Moyen Âge, sous le nom de Notre-Dame du Chastel de Vesoul.
Un chemin de 14 croix jalonne le sentier principal de la Motte. Les croix ont été bénies par le cardinal Césaire Mathieu, le 12 août 1855.
Une statue représentant l'archange saint Michel, installée en 1916, se trouve également au sommet de la Motte, à proximité directe de la chapelle. La statue a été restaurée au cours du XXIe siècle. La reconstruction complète de son socle endommagée a été confiée à un tailleur de pierre. La statue pour sa part a été nettoyée et repeinte par les services techniques de la ville de Vesoul. La lance de Saint-Michel dérobée depuis quelques années a été reconstruite à l’authentique et solidement fixée à la statue. Saint-Michel accueille à nouveau les visiteurs et pèlerins près de la grotte, qui gravissent en nombre important les flancs de la Motte. Cette restauration fait partie intégrante du programme d’entretien des bâtiments et monuments qui nous aident à restituer l’histoire de la ville de Vesoul.

#### Monuments divers

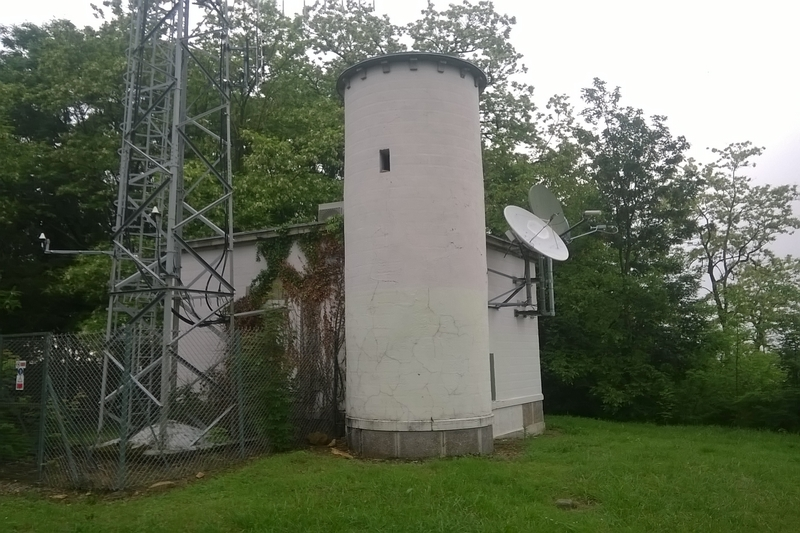
L'ancien observatoire astronomique de la Motte.

Un observatoire astronomique datant de 1899 est situé sur le sommet de la Motte. Les travaux du bâtiment ont été validés le 28 mars 1899 et se sont terminés le 17 septembre 1899. L'observatoire de la Motte a été en activité de 1899 à 1909. Il se compose d'une grande salle et d'une tourelle.
Sur le sommet de la colline, une table d'orientation en bronze réalisée par le peintre-sculpteur Francis Panaget a été installée en 1979. Deux ans et demi de travaux ont été nécessaires pour que l’œuvre soit fabriquée.

### Protection environnementale
La butte de la Motte est un site classé par décret du 9 mars 2004 pour son caractère « pittoresque ».

## La Motte dans les arts
Géosymbole de Vesoul, la Motte a été representée de nombreuses fois dans le domaine artistique, notamment à travers des tableaux et toiles.

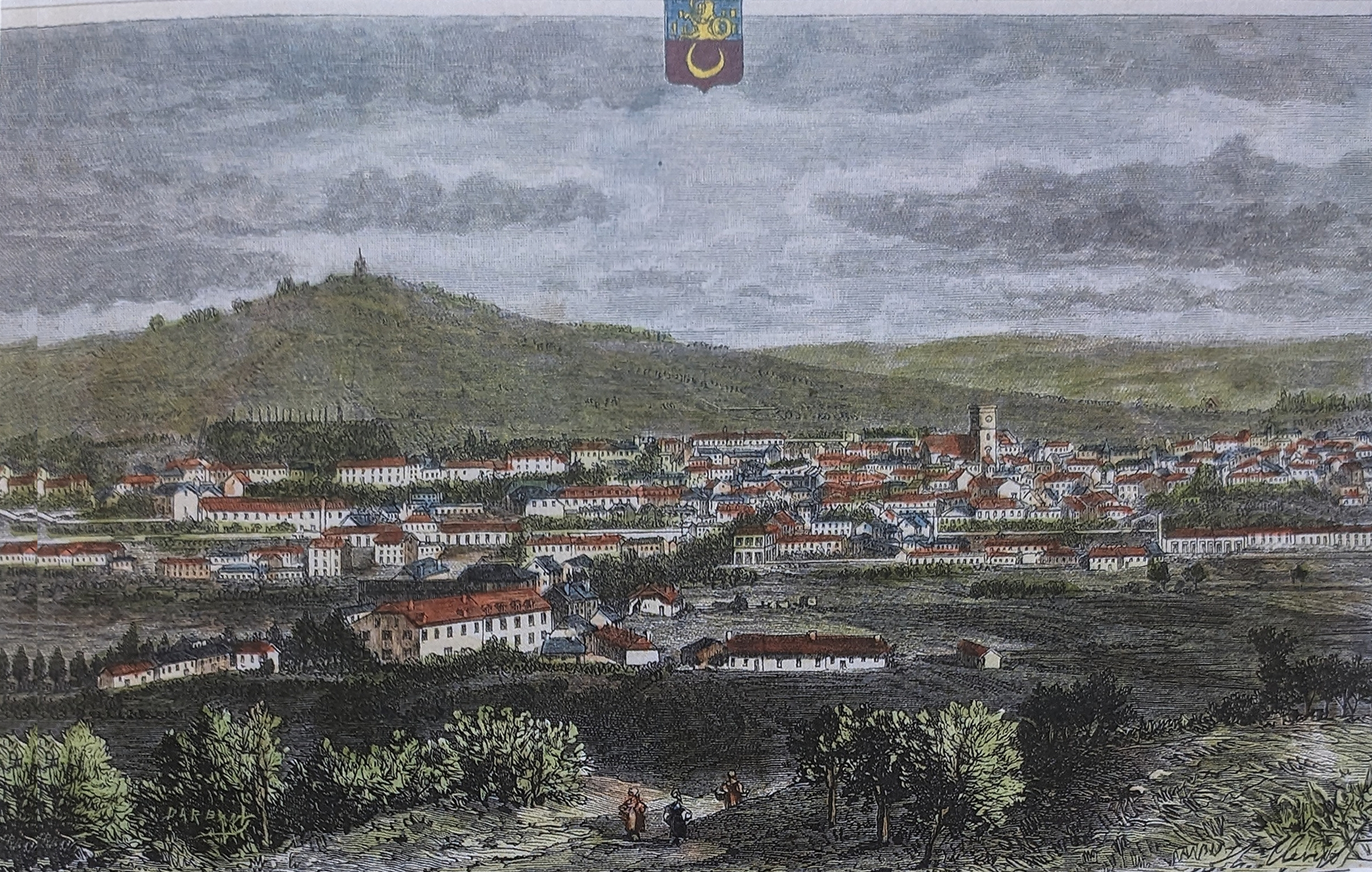
Gravure de Parent
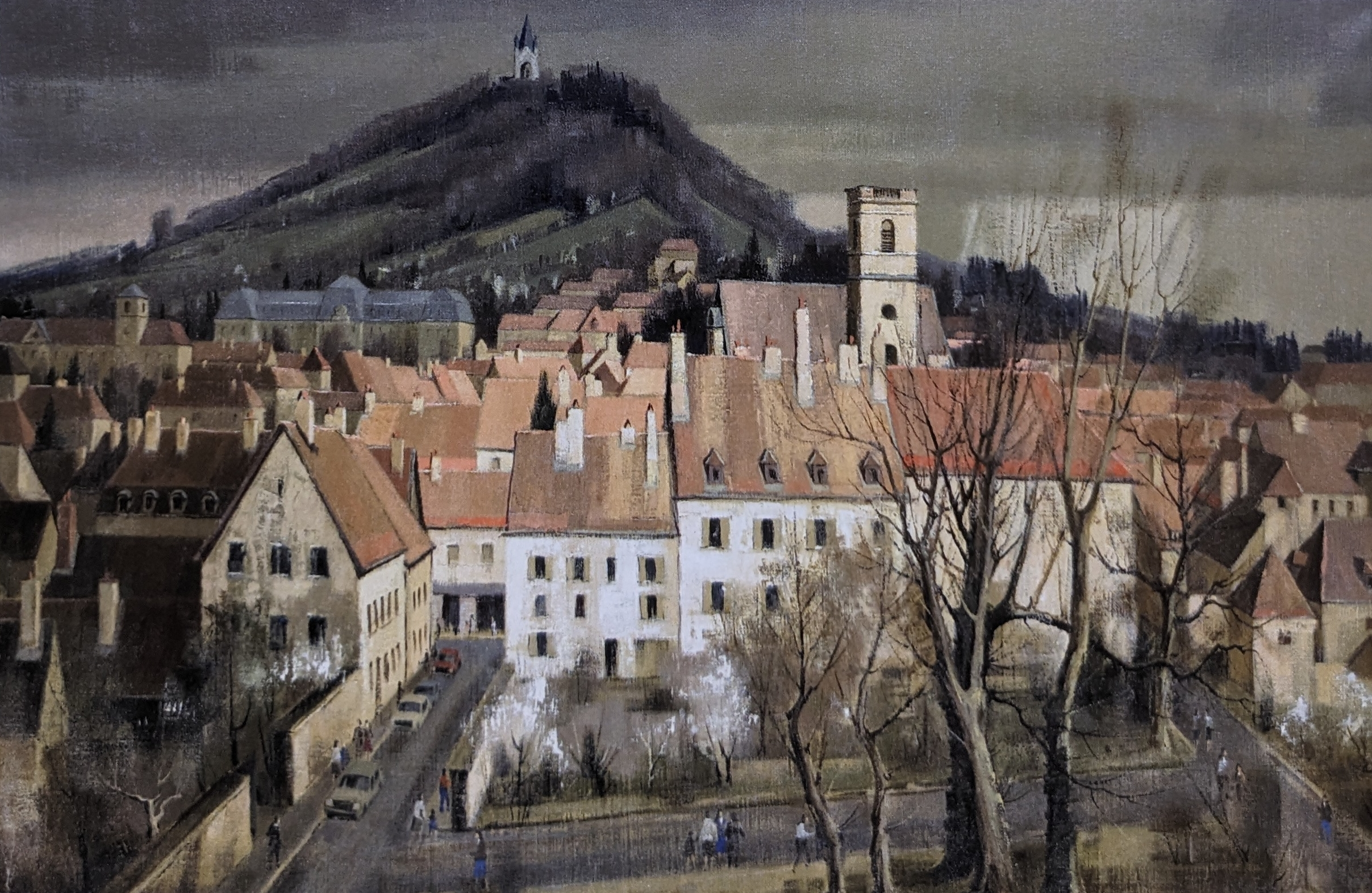
Tableau de René Nuffer